# Quedius truncicola
Quedius truncicola är en skalbaggsart som beskrevs av Leon Fairmaire och Joseph Alexandre Laboulbène 1856. Quedius truncicola ingår i släktet Quedius, och familjen kortvingar. Enligt den svenska rödlistan är arten sårbar i Sverige. Arten förekommer i Götaland och Svealand. Artens livsmiljö är skogslandskap, jordbrukslandskap.